# ノエミ・シニョリーレ
ノエミ・シニョリーレ（Noemi Signorile、1990年2月15日 - ）は、イタリアの女子バレーボール選手。ポジションはセッター。イタリア代表。

## 来歴
トリノ出身。2010年、イタリア代表に初選出される。2011年11月に日本で開催されたワールドカップではセカンドセッターで出場し、金メダルを獲得した。2012年のワールドグランプリに出場したが、ロンドンオリンピックの代表メンバーからは外れた。
2013年から世代交代を図ったチームの司令塔として国際大会で活躍。同年のFVIBワールドグランプリでは正セッターとしてチームを牽引した。

## 球歴
- ワールドカップ - 2011年
- 欧州選手権 - 2013年
- ワールドグランプリ - 2012年、2013年

## 所属クラブ
- Chieri Torino Volley Club（2005-2006年）
- Club Italia（2006-2008年）
- Unione Sportiva Esperia（2008-2009年）
- Verona Volley Femminile（2009-2010年）
- バレー・ベルガモ（2010-2012年）
- スカボリーニ・ペーザロ（2012-2013年）
- Pallavolo Ornavasso（2013-2014年）
- AGILバレー（2014-2016年）
- FVブスト・アルシーツィオ（2016-2017年）
- CSMブカレスト（2017-2018年）
- RCカンヌ（2018-2020年）
- クーネオ・グランダ・バレー（2020年-）